# Simion Mehedinți
Simion Mehedinți (Soveja, 1868 – Bucarest, 1962) è stato un geografo rumeno.
Membro dell'Accademia rumena e ministro dell'Educazione (1918), fu uno dei più attivi esponenti del movimento letterario Junimea ed editore della rivista Convorbiri literari.
Dal punto di vista scientifico sviluppò le relazioni tra idrosfera, biosfera, litosfera e atmosfera.

## Opere
- Die Kartographische Induktion (teza). Leipzig, 1900
- Etrogeneitatea celor patru sfere. București, 1900
- Problemele geografiei contemporane ca știință despre Cosmos. București, 1900
- Introducere în studiul geografiei. București, 1904
- Die rumänische Steppe. Leipzig, 1904
- Către noua generație. București, 1912
- Poporul. București, 1913
- Primăvara literară, București, 1914
- Omul politic. București, 1915
- Școala poporului, București, 1918
- Legea Eforiilor, București, 1918
- Însușirile omului de Stat, București, 1919
- Altă creștere: Șoala muncii, București, 1919
- Caracterizarea etnografică a unui popor prin munca și uneltele sale București, 1920
- Vechimea poporului româan și legătura cu elementele alogene, București, 1924
- Titu Maiorescu, București, 1925
- Școala română și capitalul biologic al poporului român, Biblioteca eugenică și biopolitică a ASTREI, Cluj, 1927
- Cadrul antropogeografic. Transilvania, Banatul, Crișana și Maramureșul. Vol. I, 1918-1928, București
- Terra (metodologie geografică). Operă de importanță științifică mondială, aclamată de specialiștii mondiali în domeniu. Bucuresti, 1930
- Opere complete. „Fundația pentru Literatură și Artă”, București
- Geografia României, București
- Geografia României pentru clasa a III-a, București
- Aproprie-te de Isus prin biserica noastră și prin alegerea educatorilor, București
- Quelque observations sur l'evolution de la geographie en Roumanie. În "La vie scientifique en Roumanie", Academia Română, tomul IV: "Sciences pures" I, pag. 329-371. București, 1937
- Geografie și geografi la începutul sec. XIX-lea, Editura "SOCEC", București, 144 pag.
- Geografie și geografi la începutul sec. XX - Însemnări cu privire la desvoltarea științelor și a învățământului în România, Editura "SOCEC", București, 1938
- Trilogia științei. Cercetător - erudit - savant. În "Memoriul Secției Istorice a Academiei". Tip. Monitorul Oficial, București, 1939, 110 pagini
- Învățătorul și straja țării, Editura "CUGETAREA", București, 276 pagini
- Ce este Transilvania? Biblioteca "Revistei Istorice Române", București, 1940